# Alemanes de Dobruja

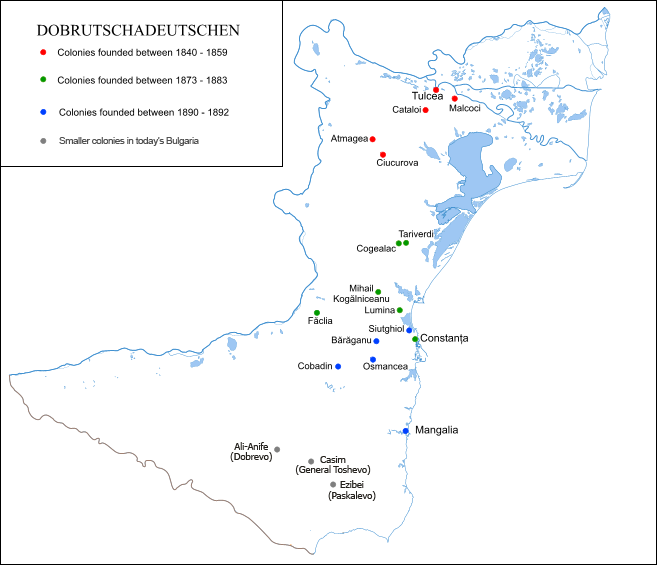
Distribución de las colonias alemanas en Dobruja.

Los alemanes de Dobruja (en alemán: Dobrudschadeutsche) fueron un grupo de alemanes étnicos, dentro la categoría más amplia de los alemanes del mar Negro, durante más de cien años. Los colonos germanohablantes ocuparon aproximadamente 23 000 km² del área de Dobruja alrededor de 1840, y la abandonaron durante los traslados de 1940, en el marco de la II Guerra Mundial. Dobruja es un territorio histórico de la costa norte del mar Negro, actualmente repartido entre Rumanía y Bulgaria.

## Colonización

Mapa de las actuales Rumania (con la Dobruja septentrional, resaltada en anaranjado), y Bulgaria (con la Dobruja meridional resaltada en amarillo).

Los primeros colonos germanohablantes llegaron entre 1841 y 1856 desde el Imperio ruso. Eran familias de campesinos de las áreas cercanas a Besarabia y Jersón, que emigraron de allí debido a la recesión económica en sus territorios de origen. Treinta años más tarde llegó otro contingente de colonos desde Suabia. Durante este período, Dobruja aún pertenecía al Imperio otomano, y los colonos estaban sujetos a la regulación que sobre la colonización venía de Turquía. Consecuentemente, los alemanes de Dobruja fueron los únicos alemanes étnicos que estuvieron sujetos al poder turco sin haberse trasladado a Turquía (tal y como hicieron los alemanes del Bósforo. Contribuyeron al desarrollo agrícola de las fértiles estepas.

## El traslado
Durante los primeros años de la II Guerra Mundial, la mayoría de los 16 000 alemanes de Dobruja, tal y como pasó con los alemanes de Besarabia y los de Bukovina, fueron trasladados a la propia Alemania. El traslado se realizó bajo el lema Heim ins Reich («Retorno al Reich»). Los refugiados vivieron temporalmente en campos de recolocación en Austria, pero en 1941-1942 repoblaron las zonas ocupadas por el Ejército alemán al este de Polonia. Al final de la guerra, huyeron hacia el oeste y acabaron refugiándose en las cuatro zonas de ocupación aliada en Alemania.